# فهرست میراث فرهنگی ناملموس در مصر

فهرست میراث ناملموس در مصر شامل ۸ میراث ناملموس است.
گنجاندن عناصر جدید میراث در فهرست‌های میراث فرهنگی ناملموس توسط کمیته بین‌دولتی برای حفاظت از میراث فرهنگی ناملموس تعیین می‌شود که توسط کنوانسیون تأسیس شده است. این میراث شامل دانش، مهارت‌ها، سنت‌ها، آیین‌ها، زبان‌ها، موسیقی، رقص، هنرهای نمایشی، غذاهای سنتی و دیگر جلوه‌های زنده فرهنگ است. هدف از حفاظت این میراث، حفظ تنوع فرهنگی و هویت‌های بومی در برابر تغییرات جهانی است.
مصر کنوانسیون را در ۳ اوت ۲۰۰۵ تصویب کرد.

## فهرست
| نام                                                         | تصویر | سال  | شماره | توضیحات |
| ----------------------------------------------------------- | ----- | ---- | ----- | --- |
| سیره بنی هلال حماسه                                         |       | ۲۰۰۸ | 00075 | سیره بنی هلال یک شعر حماسی شفاهی است که داستان سفر قبیلهٔ بادیه‌نشینان بنی هلال را از نجد در عربستان تا تونس و الجزایر از طریق مصر روایت می‌کند.             |
| تحب، بازی با چوب                                            |       | ۲۰۱۶ | 01189 | تحب یک هنر رزمی سنتی با چوب است. |
| خط عربی: دانش، مهارت‌ها و شیوه‌ها +                           |       | ۲۰۲۱ | 01718 | خطاطی عربی یک هنر است که در آن حروف و کلمات عربی برای بیان زیبایی و ظرافت نوشته می‌شوند.                                                                   |
| جشن‌های مرتبط با سفر خانواده مقدس در مصر                     |       | ۲۰۲۲ | 01700 | |
| خرما، دانش، مهارت‌ها، سنت‌ها و شیوه‌ها +                       |       | ۲۰۲۲ | 01902 | درخت خرما بخشی از تاریخ کشورهای جایی است که برای کشاورزان، صنعتگران، صاحبان صنایع دستی، تاجران، کارخانه‌داران و شرکت‌های غذایی به عنوان منبع به حساب می‌آید. |
| هنرها، مهارت‌ها و شیوه‌های حکاکی روی فلزات (طلا، نقره و مس) + |       | ۲۰۲۳ | 01951 | |
| حنا، شیوه‌ها و رسوم زیبایی‌شناسی و اجتماعی +                  |       | ۲۰۲۴ | 02116 | یک شیوهٔ تاتو موقت با انگیزه‌های دارویی و زیبایی‌شناسی. |
| سمسمیه: ساخت و نواختن ساز +                                 |       | ۲۰۲۴ | 02119 | سمسمیه یا سیمسیمیه یک لیر جعبه‌ای یا کاسه‌ای است که در منطقه کانال سوئز نواخته می‌شود.                                                                       |

## یادداشت
1. ↑  مشترک با الجزایر، بحرین، عراق، اردن، کویت، لبنان، موریتانی، مراکش، عمان، فلسطین، عربستان سعودی، سودان، تونس، امارات متحده عربی و یمن.
2. ↑  مشترک با بحرین، عراق، اردن، کویت، موریتانی، مراکش، عمان، فلسطین، قطر، عربستان سعودی، سودان، تونس، امارات متحده عربی و یمن.
3. ↑  مشترک با الجزایر، عراق، موریتانی، مراکش، فلسطین، عربستان سعودی، سودان، تونس و یمن.
4. ↑  مشترک با الجزایر، فلسطین، بحرین، امارات متحده عربی، عراق، اردن، کویت، مراکش، موریتانی، عمان، قطر، عربستان سعودی، سودان، تونس و یمن.
5. ↑  مشترک با عربستان سعودی.